# Luis Baccino
Luis Baccino (Montevideo, 30 de abril de 1905 - 5 de julio de 1975 fue un sacerdote y obispo católico uruguayo, obispo de la diócesis de San José de Mayo.

## Biografía
Cursó sus estudios primarios con los Salesianos y los secundarios con los Jesuitas en el Colegio Sagrado Corazón. Ingresó al Seminario en Santa Lucía. Sus estudios superiores los cursó en la Pontificia Universidad Gregoriana de Roma, ciudad en la que conoció de cerca los problemas del Fascismo italiano. Mantuvo allí contacto con la Juventud de la Acción Católica Italiana.
Fue ordenado sacerdote para la Arquidiócesis de Montevideo, en Roma el 28 de octubre de 1928. Fue párroco en Rocha, Tala, y en Montevideo en Nuestra Señora del Carmen en La Aguada. A pedido del obispo de Salto estuvo colaborando en esa diócesis. De regreso en Montevideo fue vicario de Antonio María Barbieri.
El 20 de diciembre de 1955 fue nombrado obispo de San José de Mayo. Recibió la ordenación episcopal en la parroquia de La Aguada y asumió la conducción de la Diócesis el mismo día 11 de marzo de 1956.
La diócesis era entonces bastante amplia: comprendía los departamentos de San José, Colonia y parte del Canelones. A la amplitud se sumaba la diversidad, que incluía el vecindario fabril de Juan Lacaze y la creciente ciudad de Las Piedras.
En ese mismo año 1956, respondiendo a un llamado del papa Pío XII preside en San José una Misa masiva en solidaridad con el pueblo húngaro, frente a la intervención soviética.
Promovió la creación de movimientos de laicos, especialmente la Juventud Agraria Cristiana, que llegó a reunir en su Congreso Nacional a 3.000 jóvenes del campo. Dio nueva vida al viejo Club Católico local. Invitó a su diócesis a expertos teólogos y pastoralistas de la época como el Canónigo Fernand Boulard, J. F. Motte, el dominico Louis-Joseph Lebret, el obispo chileno Manuel Larraín. Creó el Hogar Juan XXIII, inicialmente como internado para estudiantes del medio rural y hasta hoy centro de actividades pastorales y espirituales. Impulsó también la Editorial Los Principios, que publicó durante años un periódico con ese nombre.
Fue presidente de la Conferencia Episcopal del Uruguay.
Falleció el 5 de julio de 1975 pocos días después del nombramiento de su obispo auxiliar Herbé Seijas quien sería su sucesor.
| Predecesor: - - - | Obispo de San José de Mayo 1956-1975 | Sucesor: Herbé Seijas |